# Keeley Hawes
Pour les articles homonymes, voir Hawes (homonymie).
Keeley Hawes est une actrice britannique née à Marylebone à Londres le 10 février 1976.
Particulièrement active à la télévision et nommée à de nombreuses reprises aux plus prestigieuses cérémonies telles que les British Academy Television Awards, elle est principalement connue pour ses rôles de Zoe Reynolds dans la série MI-5, d'Alex Drake dans la série Ashes to Ashes, de Lady Agnes Holland dans Maîtres et Valets, de Lindsay Denton dans Line of Duty et de Julia Montague dans la mini-série Bodyguard.
Au cinéma, elle apparaît notamment dans Chapeau melon et bottes de cuir (1998), The Last September (1999), Joyeuses Funérailles (2007), Braquage à l'anglaise (2008), High-Rise (2016), Miss Révolution (2020) et Rebecca (2020).

## Biographie

### Famille et formation
Keeley Hawes, née Claire Hawes, est née à Marylebone, un quartier de Londres, le 10 février 1976. Elle a deux frères et une sœur.
Elle est entrée à la Sylvia Young Theater School à l'âge de neuf ans.

### Carrière
Keeley Hawes commence sa carrière à la télévision en 1989 dans Forever Green (en). Elle enchaîne ensuite les apparitions sur le petit écran avec des séries telles que : Inspecteur Wexford, Pie in the Sky (en), ou encore The Beggar Bride (en). En 1998, elle débute au cinéma dans le film Chapeau melon et bottes de cuir, adaptation de la série homonyme.
Par la suite, elle tourne principalement à la télévision
En 2008, elle incarne la femme de Jason Statham dans le film Braquage à l'anglaise. En 2013, elle tourne sous la direction de Ben Wheatley dans High-Rise.
Entre 2014 et 2016, elle joue le rôle de Lindsay Denton, antagoniste principale des enquêtes des saisons 2 et 3 de la série britannique Line of Duty et remporte à cette occasion la Dague de la meilleure actrice à l'édition 2014 des Crime Thriller Awards, une nomination en tant que meilleure actrice aux British Academy Television Awards (BAFTA) en 2015 ainsi qu'un nouveau trophée en 2017, toujours en tant que meilleure actrice de la part de la Broadcasting Press Guild. Une performance qui salue également son travail sur les séries La Folle Aventure des Durrell (ITV) et The Missing (BBC One).
En 2019, une nouvelle nomination au BAFTA de la meilleure actrice vient saluer sa performance de l'année passée dans la mini-série Bodyguard où elle incarne une femme politique controversée dont le héros est chargé de la protection. Elle retrouve à l'occasion le producteur Jed Mercurio, déjà auteur de Line of Duty. Elle est aussi nommée à la même cérémonie en tant que meilleur second rôle pour sa performance dans Mrs Wilson.
Toujours en 2019, elle crée sa société de production, Buddy Club, qui co-produira la mini-série Honour puis la série Finding Alice sortie en 2020 où elle joue le rôle principal,. La seconde a été, par ailleurs, sélectionnée dans la catégorie Berlinale Series pour l'édition 2021 du Festival du Film de Berlin.
En 2020, elle joue dans Miss Révolution de Philippa Lowthorpe puis retrouve le réalisateur Ben Wheatley pour le remake de Rebecca.
Tout comme Finding Alice, la mini-série It's a Sin, dans laquelle elle incarne le rôle de la mère du personnage principal, Valerie, figure au programme du Berlinale Series de l'édition 2021 du Festival du Film de Berlin pour sa première à l'international. Elle y joue aux côtés d'acteurs notables tels que Stephen Fry et Neil Patrick Harris.
La comédienne ne quitte pas le petit écran et poursuit en 2022 avec deux mini-séries dont elle est la principale protagoniste. La première, The Midwich Cuckoos est une nouvelle adaptation du roman le Village des damnés pour le réseau Sky Max. La seconde, Crossfire, est un thriller la mettant en scène face à une attaque terroriste dans un hôtel familial des Canaries. Elle est diffusée sur la BBC.
En 2023, pour ITV cette fois, Keeley Hawes joue aux côtés de son époux Matthew Macfadyen dans la mini-série Stonehouse : député, amant et espion qui retrace librement le scandale politique de 1974 lié au ministre John Stonehouse. L'actrice intègre ensuite, et pour Netflix, le casting du film Scoop (2024) qui revient sur les conditions d'obtention de l'interview du Prince Andrew par la BBC en 2019.

### Vie privée
Keeley Hawes a été mariée de 2001 à 2004 à Spencer McCallum avec lequel elle a eu un fils, Myles McCallum.
Après avoir rencontré l'acteur Matthew Macfadyen sur le tournage de MI-5, elle l'épouse en 2004 et a deux enfants, Maggie et Ralph Macfadyen. Ils tournent à nouveau ensemble (comme mari et femme) dans la série Stonehouse (2023) où ils tiennent les deux rôles titres, du député britannique John Stonehouse et de son épouse.

## Filmographie

### Cinéma
- 1998 : Chapeau melon et bottes de cuir (The Avengers) de Jeremiah S. Chechik : Tamara
- 1999 : The Last September de Deborah Warner : Lois Farquar
- 2000 : Complicity (en) de Gavin Millar : Yvonne
- 2003 : Chaos and Cadavers de Niklaus Hilber : Samantha Taggert
- 2005 : Tournage dans un jardin anglais (Tristram Shandy : A Cock and Bull Story) de Michael Winterbottom : Elizabeth Shandy
- 2007 : Joyeuses Funérailles (Death at a Funeral) de Frank Oz : Jane
- 2008 : Braquage à l'anglaise (The Bank Job) de Roger Donaldson : Wendy Leather
- 2008 : Flashbacks of a Fool de Baillie Walsh : Jesse Scot adulte
- 2013 : Les Aventures extraordinaires d'un apprenti détective (The Adventurer: The Curse of the Midas Box) de Jonathan Newman (en) : Catherine Mundi
- 2016 : High-Rise de Ben Wheatley : Ann
- 2020 : Miss Révolution (Misbehaviour) de Philippa Lowthorpe : Julia Morley
- 2020 : Rebecca de Ben Wheatley : Beatrice Lacy
- 2020 : To Olivia (en) de John Hay (en) : Patricia Neal
- 2024 : Scoop de Philip Martin : Amanda

### Télévision

#### Séries télévisées
- 1989 : Forever Green (en) : Carol
- 1989 : Tricky Business : Arabella
- 1990 : Troublemakers : Mandy
- 1992 : Inspecteur Wexford (Ruth Rendell Mysteries) : Sarah Mabledene
- 1996 : Karaoke (en) : Linda Langer
- 1996 : Cold Lazarus : Linda Langer
- 1996 : Pie in the Sky (en) : Stella Jackson
- 1996 : Heartbeat (en) : Michelle
- 1997 : The Beggar Bride (en) : Angela Harper
- 1998 : Our Mutual Friend (en) : Lizzie Hexam
- 1999 : Wives and Daughters : Cynthia Kirkpatrick
- 1999 : The Blonde Bombshell (en) : Diana Dors 1945 - 1960
- 2001 : Murder in Mind (en) : Deborah
- 2002 : Tipping the Velvet : Kitty Butler
- 2002 - 2004 : MI-5 : Zoe Reynolds
- 2003 : The Canterbury Tales : Emily
- 2005 : ShakespeaRe-Told (en) : Ella Macbeth
- 2005 : Miss Marple - Un meurtre sera commis le... : Phillipa Haymes
- 2006 - 2007 : The Vicar of Dibley : Rosie Kennedy
- 2008 : Mutual Friends (en) : Jen Grantham
- 2008 - 2010 : Ashes to Ashes : Alex Drake
- 2010 : Identity (en) : DSI Martha Lawson
- 2010 - 2012 : Maîtres et Valets (Upstairs Downstairs) : Lady Agnes Holland
- 2013 : Tunnel : Suze Beaumont
- 2013 : Ambassadors (en) : Jennifer Davis
- 2014 : Doctor Who de Russel T. Davis et Steven Moffat : Mrs Delphox
- 2014 : Line of Duty : Lindsay Denton
- 2015 : Une place à prendre (The Casual Vacancy) : Samantha Mollison
- 2015 : Fungus the Bogeyman (en) : Wendy
- 2016 - 2019 : La Folle Aventure des Durrell (The Durrells) : Louisa Durrell
- 2016 : The Hollow Crown : Queen Elizabeth
- 2016 : The Missing : Gemma Webster
- 2018 : Bodyguard : Julia Montague
- 2018 : Mrs Wilson : Dorothy Wick
- 2019 : Traitors : Priscilla Garrick
- 2019 : Summer of Rockets (en) : Kathleen Shaw
- 2019 : Year of the Rabbit (en) : Lydia
- 2020 : Honour (en) de Gwyneth Hughes (en) : DCI Caroline Goode
- 2020 : Finding Alice (en) de Roger Goldby et Simon Nye (en) : Gemma
- 2021 : It's a Sin (annoncé sous le titre The Boys en 2019)[7] de Russel T. Davis : Valerie
- 2022 : Le Village des damnés (en) (The Midwich cuckoos) : Susannah Zellaby
- 2022 : Crossfire (en) : Jo
- 2023 : Stonehouse : député, amant et espion (Stonehouse) : Barbara Stonehouse
- 2023 : Orphan Black: Echoes : Kira Manning
- 2024 : Miss Austen (en) : Cassandra Austen

#### Téléfilms
- 1996 : The Moonstone (en) de Robert Bierman (en) : Rachel Verinder
- 1998 : The Cater Street Hangman (en) de Sarah Hellings : Charlotte Ellison
- 2001 : Hotel ! d'Alan Nixon : Tricia
- 2001 : Othello de Geoffrey Sax : Dessie Brabant
- 2002 : A Is for Acid (en) d'Harry Bradbeer : Gillian Rogers
- 2002 : Mrs. Jones (Me & Mrs Jones) de Catherine Morshead : Jane
- 2003 : Lucky Jim (en) de Robin Shepperd (en) : Christine Callaghan
- 2004 : Sex & Lies de Jeremy Lovering : Kate
- 2005 : Under the Greenwood Tree (en) de Nicholas Laughland : Fancy Day
- 2006 : The Best Man d'Alex Pillai : Kate Sheldrake
- 2006 : After Thomas (en) de Simon Shore (en) : Nicola Graham
- 2013 : The Lady Vanishes (en) de Diarmuid Lawrence : Mrs. Todhunter / Laura Parmiter

## Distinctions

### Récompenses
- Crime Thriller Awards (2014) : Dague de la meilleure actrice pour Line of Duty
- Broadcasting Press Guild Awards 2015 : Meilleure Actrice pour Line of Duty, La Folle Aventure des Durrell et The Missing

### Nominations
- Festival de Télévision de Monte Carlo 2008 : Meilleure Actrice pour Ashes to Ashes
- BAFTA 2015 :
  - Meilleure Actrice pour Line of Duty
- BAFTA 2019 : 
  - Meilleure Actrice pour Bodyguard
  - Meilleure Actrice dans un second rôle pour Mrs Wilson
- Festival de Télévision de Monte Carlo 2019 : Meilleure Actrice pour Bodyguard
- Broadcasting Press Guild Awards 2019 : Meilleure Actrice pour Bodyguard et Mrs Wilson

## Ludographie
- 2006 : Tomb Raider : Legend : Lara Croft
- 2007 : Tomb Raider : Anniversary : Lara Croft
- 2008 : Tomb Raider : Underworld : Lara Croft
- 2010 : Lara Croft and the Guardian of Light : Lara Croft
- 2014 : Lara Croft and the Temple of Osiris : Lara Croft

## Voix francophones
En version française, Hélène Bizot est la voix régulière de Keeley Hawes, lui prêtant sa voix dans Line of Duty, Mrs. Wilson, Traitors, It's a Sin ou encore Scoop. Succédant à cette dernière à partir de la saison 2 de La Folle Aventure des Durrell, Rafaèle Moutier retrouve l'actrice dans Stonehouse.
À titre exceptionnel, elle est doublée par Céline Mauge dans MI-5, Marion Valantine dans Tunnel, Isabelle Maudet dans Les Aventures extraordinaires d'un apprenti détective, Juliette Degenne dans Une place à prendre, Marianne Basler dans Rebecca et Pauline de Meurville dans Le Village des damnés (en).
En version québécoise, elle a été doublée à deux reprises par Hélène Mondoux dans Tristram Shandy: Une histoire sans queue ni tête et Miss Révolution.